# Wolfsberg (Karyntia)
Wolfsberg (słoweń. Volšperk) – miasto powiatowe w Austrii, w kraju związkowym Karyntia, siedziba powiatu Wolfsberg. Leży nad rzeką Lavant. Około 25,3 tys. mieszkańców.
W mieście rozwinął się przemysł obuwniczy, metalowy oraz odzieżowy.

## Zabytki

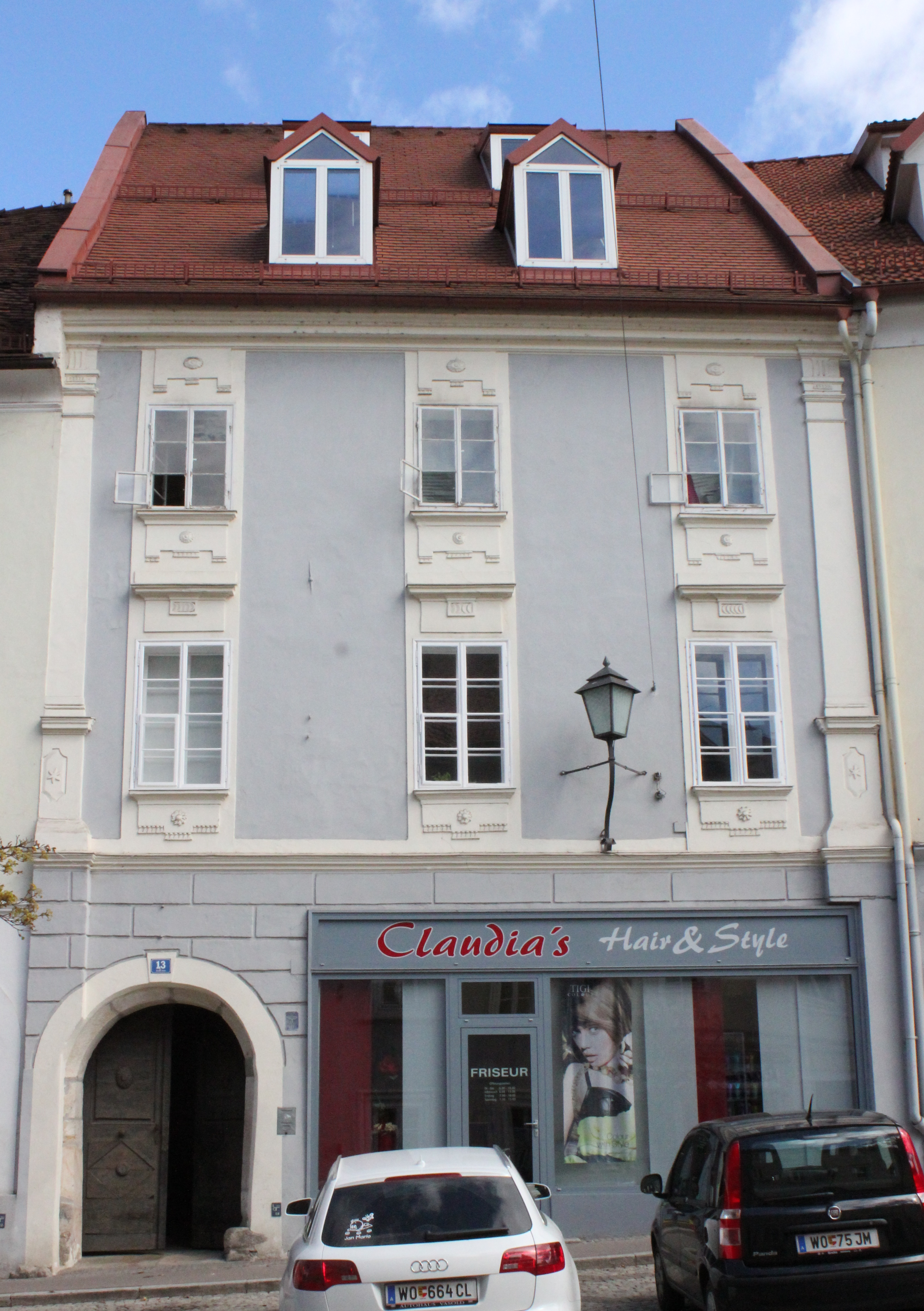

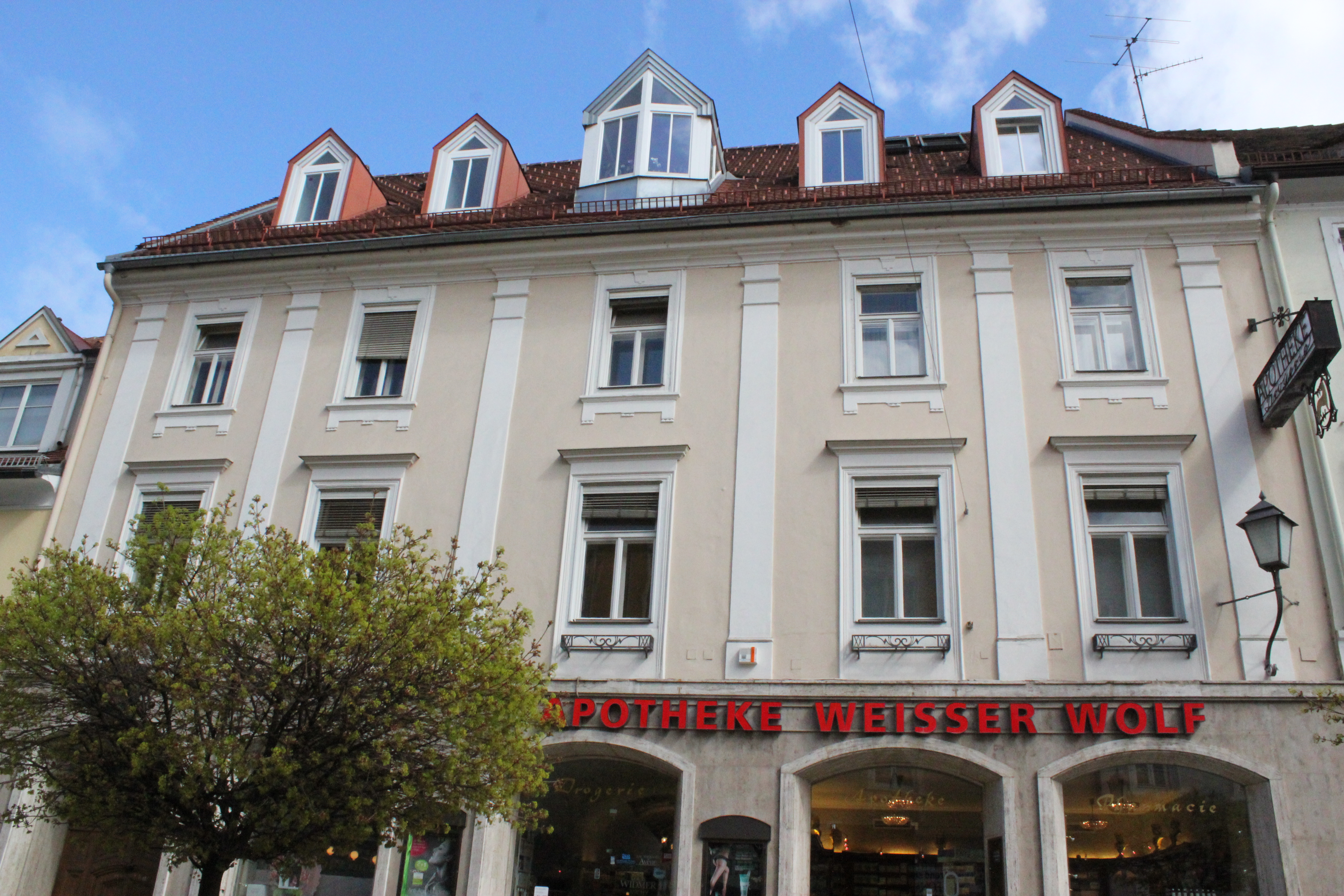

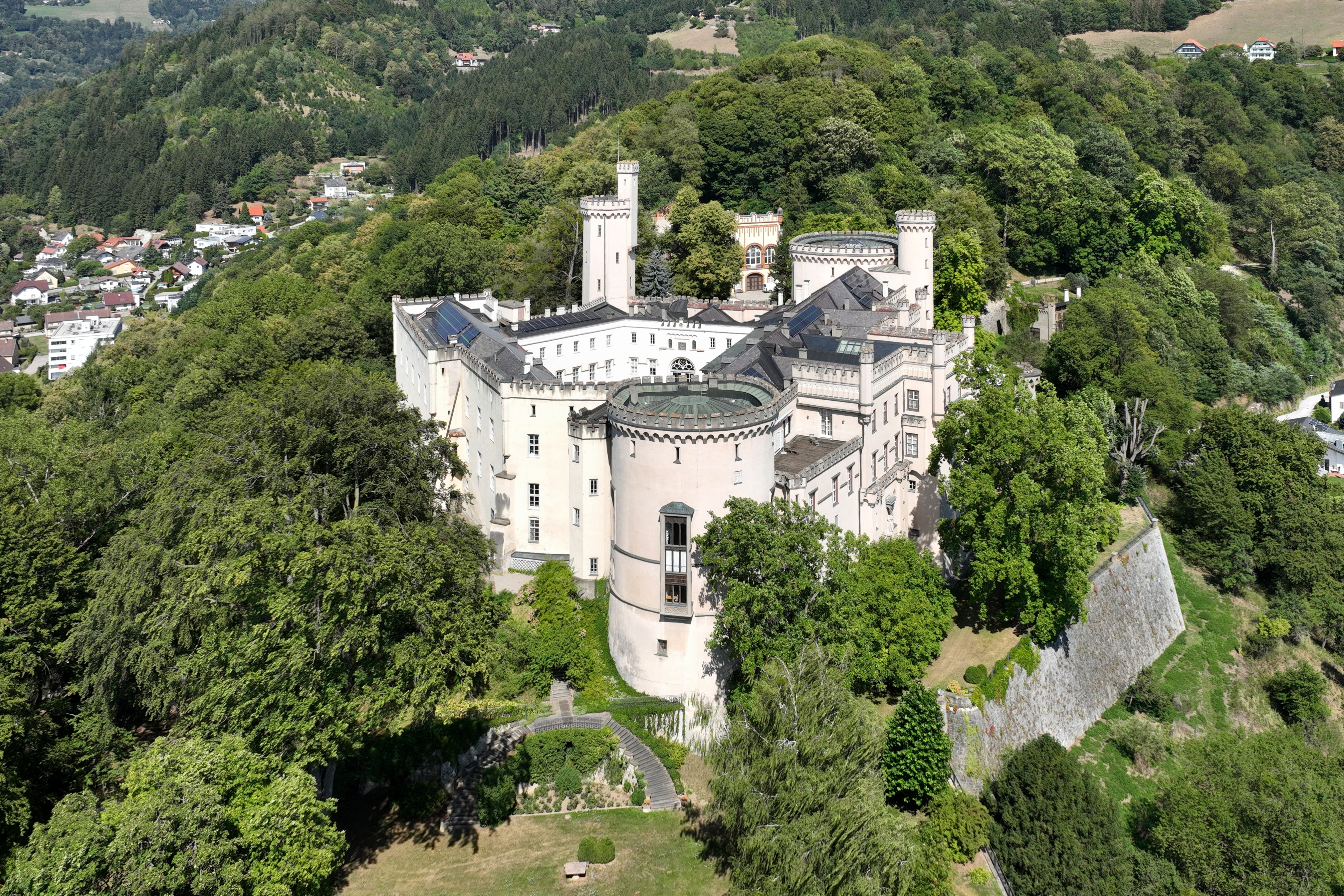
Zamek

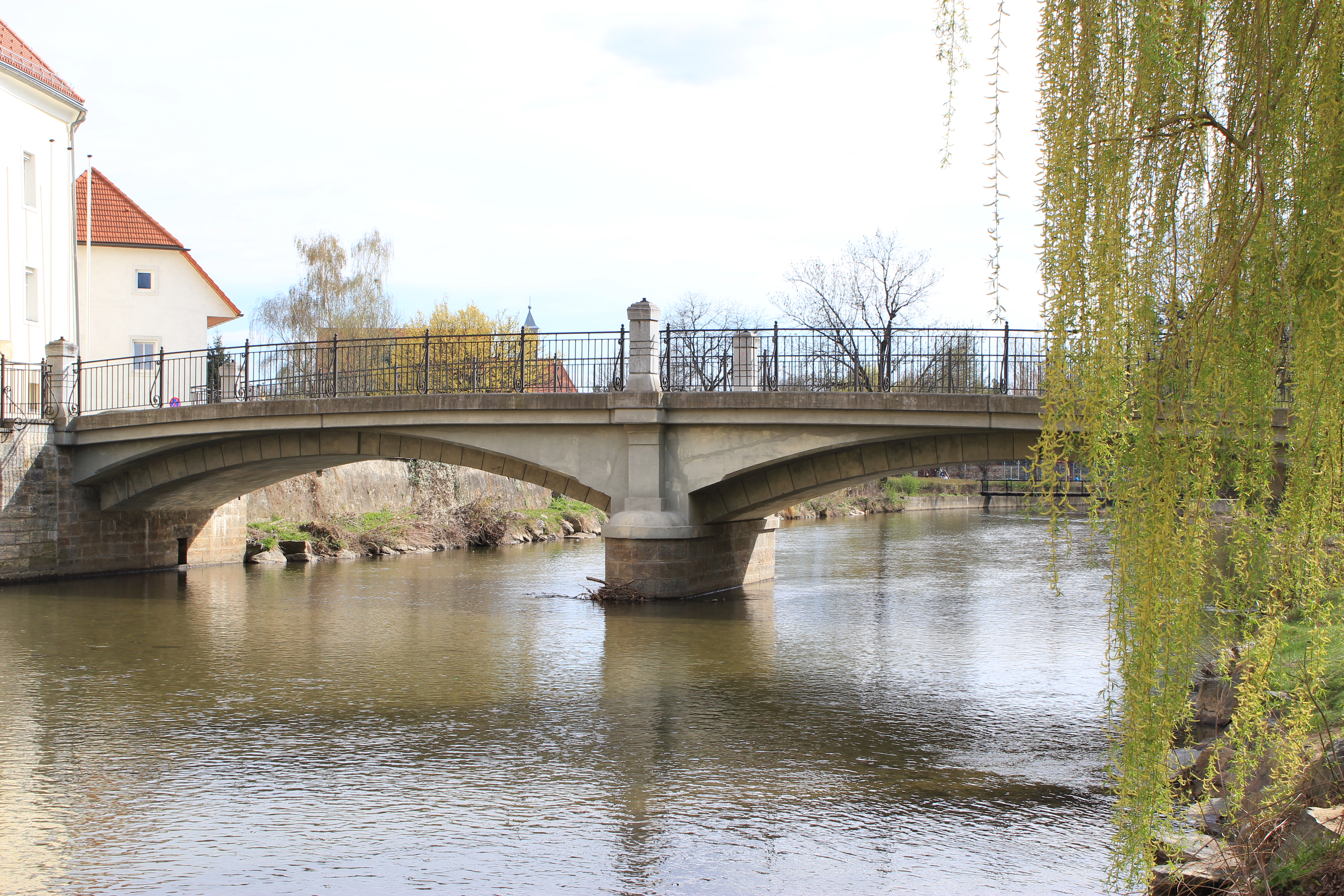
Most na rzece Lavant

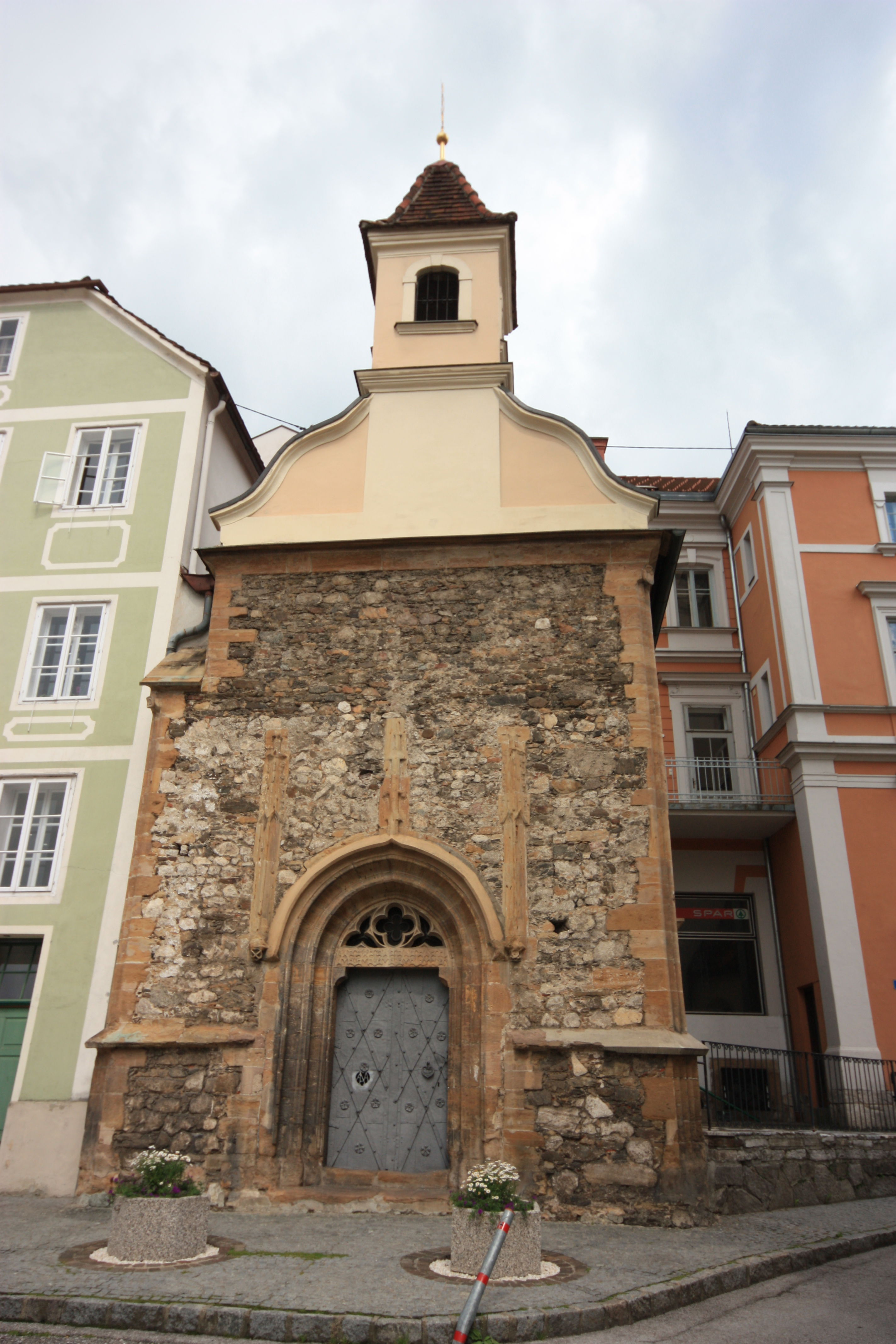
Kaplica św.Anny

Warte zobaczenia są kamienice na starym mieście. Pochodzą głównie z XVI i XVII wieku.
W mieście znajduje się zamek pochodzący z 1178. Był wielokrotnie modernizowany i przebudowywany. W 1846 hrabia Hugo I Henckel von Donnersmarck odnowił zabytkowy budynek wg projektu
Wiedeńskiego architekta Johanna Romano. Zamek ten przebudował również August Schwendenwein w stylu gotyckim. Dziś wykorzystywany jest jako centrum kultury w którym odbywają się wystawy.
Jednym z najstarszych i najważniejszych zabytków architektonicznych miasta jest kościół parafialny św. Markusa.
Jednym z ważniejszych obiektów sakralnych w mieście jest kaplica św. Anny. Należy ona do cechu piekarzy, dlatego nazywana jest kaplicą piekarzy (ang. Baker Chapel).

## Sport
W mieście funkcjonuje klub piłkarski Wolfsberger AC grający na najwyższym poziomie rozgrywkowym w Austrii. Dzięki bliskości gór w mieście prężnie rozwijają się też sporty zimowe.

## Współpraca
Miejscowości partnerskie:
- Herzogenaurach, Niemcy
- Várpalota, Węgry